# Alfred de Chastellux
Pour les articles homonymes, voir Chastellux.
Alfred Louis Jean Philippe de Chastellux (Palais-Royal (Paris), 20 février 1789 – Lucy-le-Bois (Yonne), 2 octobre 1856), est un haut fonctionnaire et homme politique français du XIXe siècle.

## Biographie
Le comte Alfred Louis Jean Philippe de Chastellux est le fils posthume de François-Jean, marquis de Chastellux (1734-1788), qui est maréchal de camp et membre de l'Académie française. Né au Palais-Royal, où sa mère, Brigitte (1759-1815), baronne de Plunkett, est dame d'honneur de la duchesse d'Orléans (dont elle partage la prison et l'exil), Alfred de Chastellux reçoit pour parrain le duc de Penthièvre (représenté par le duc de Chartres) et marraine la duchesse d'Orléans.
Alfred de Chastellux effectue d'abord la carrière administrative, est nommé auditeur au Conseil d'État, le 19 janvier 1810, puis sous-préfet de l'arrondissement de Hambourg (Bouches-de-l'Elbe, 1812).
Il s'engage (1813) dans l'état-major de Vandamme, et devient (1814) chef d'un bataillon de garde nationale organisé par le prince d'Eckmühl.
Rallié au Bourbons, il est nommé :
- Capitaine d'état-major le 18 octobre 1814,
- « À la suite » du 1er régiment d'infanterie légère (23 février 1815) ;
- Aide de camp du général Flahault (3 mai 1815) ;

Le 31 juillet 1819, au Landeron (Suisse), il épouse Laure Bruzelin (1er frimaire an V (21 novembre 1796) - Lucy-le-Bois, 27 août 1882), mariage sans postérité.
La révolution de Juillet 1830 le trouve capitaine au corps royal d'état-major. Il s'attache à la maison d'Orléans, reçoit la dignité de « chevalier d’honneur » de Madame Adélaïde, et est élu le 27 décembre 1832, député du 2e collège de l'Yonne (Avallon), en remplacement de M. Finot, démissionnaire.
M. de Chastellux vote avec la majorité conservatrice et ministérielle, et représente à la Chambre des députés le parti de la cour. Il est réélu :
- le 21 juin 1834, par 114 voix (172 votants, 207 inscrits), contre 84 à M. Raudot fils ;
- le 4 novembre 1837, par 96 voix (128 votants, 228 inscrits) ;
- enfin le 2 mars 1839.

Ayant cessé, aux élections de 1842, de représenter l'arrondissement d'Avallon, il est nommé pair de France, le 4 mai 1845 : il continue, dans la Chambre haute, de soutenir de ses votes le gouvernement. M. de Chastellux était conseiller général du département de l'Yonne, et officier de la Légion d'honneur.
Il meurt à Lucy-le-Bois (Yonne) le 2 octobre 1856 et est inhumé dans la chapelle funéraire de la famille de Chastellux (église dudit lieu).

## Décorations
| Officier de la Légion d'honneur |

- Légion d'honneur[3] :
  - Chevalier (30 août 1814), puis,
  - Officier de la Légion d'honneur (20 avril 1831) ;

## Armoiries
D'azur, à la bande d'or, acc. de sept billettes du même, trois de chaque côté de la bande et une au canton senestre du chef.